# Crimea al Turkvision Song Contest
La Crimea ha partecipato a 3 edizioni del Turkvision Song Contest a partire dal debutto del concorso nel 2013. La rete che cura le varie partecipazioni è la CPRT. Si ritira nel 2015 per tornare poi nell'edizione del 2017.

## Partecipazioni
- Primo posto
- Secondo posto
- Terzo posto
- Ultimo posto

| Anno                            | Artista            | Brano                               | Posizione           | Punti               | Note                |
| ------------------------------- | ------------------ | ----------------------------------- | ------------------- | ------------------- | ------------------- |
| 2013                            | Elvira Sarihalil   | "Dağların elları" (Дагъларын эллары | -                   | -                   | [ 1 ]               |
| 2014                            | Darina Siniçkina   | "Gider isen" (Гидер исен)           | 6                   | 186                 |                     |
| Nessuna partecipazione nel 2015 |                    |                                     |                     |                     |                     |
| 2017                            | Alseda Seydaliyeva | Edizione cancellata                 | Edizione cancellata | Edizione cancellata | Edizione cancellata |
| Nessuna partecipazione nel 2020 |                    |                                     |                     |                     |                     |